# Malpigijolike
Malpigijolike (lat. Malpighiales) je red biljaka dvosupnica ili Magnoliopsida. Pripada mu 716 rodova s 15 975 vrsta, odnosno čine 7,8 % Eudicotidae.

## Opis
Malpighiales, veliki red cvjetnica koji uključuje 40 porodica, više od 700 rodova i gotovo 16 000 vrsta. Mnoge porodice su tropske i slabo poznate, ali dobro poznati članovi reda uključuju Salicaceae (porodica vrba), Violaceae (porodica ljubičica), Passifloraceae (porodica pasiflore), Euphorbiaceae (porodica mlječike ili krotona), Rhizophoraceae (porodica mangrova) i Erythroxylaceae (porodica koke).
Prije se govorilo o bivšem redu Violales (u botaničkom sustavu Cronquista), koji je sada dio Malpighiales, da jedva da ga definira bilo koji popis znakova. Jasno je da isto vrijedi i za ovaj šire razgraničeni red pod sustavom botaničke klasifikacije Angiosperm Phylogeny Group II (APG II). Međutim, neke su osobine prilično uobičajene: listovi Malpighialesa često su nazubljeni i stipulirani, a njihova je osnovna cvjetna konstrukcija uobičajena za bazalne eudikote — s čašicama, laticama i često 10 slobodnih prašnika, nektarijem i gornjim jajnicima s tri na pet sraslih plodnica. Osim toga, sjemenke obično česato imaju malo endosperma, a ovojnica sjemena ima vlaknasti sloj.
Red Malpighiales je član grupe Rosida i jezgrenih eudikota, možda najbliže srodan s Oxalidales. U prošlosti su porodice Malpighiales bile raspoređene u različite redove, a za mnoge druge obitelji koje su sada raspoređene u druge redove Rosida smatralo se da su u srodstvu s tim porodicama. Ovdje su uključene Flacourtiaceae, iako porodica kao takva više nije prepoznata. Razbijena je u nekoliko dijelova, a većina njegovih rodova preraspodijeljena je u Salicaceae i Achariaceae. Malpighiales kao kladus ima prilično jaku molekularnu potporu i morfološki je prilično koherentan, čak i ako nije vrlo osebujan. Porodice su općenito organizirane u devet glavnih grupa, s velikim brojem nedodijeljenih porodica, kao što je ovdje navedeno:
1. Malpighiaceae i Elatinaceae
2. Salicaceae, Violaceae, Passifloraceae, Achariaceae, Turneraceae, Malesherbiaceae, Lacistemataceae i Goupiaceae
3. Erythroxylaceae i Rhizophoraceae
4. Clusiaceae, Bonnetiaceae, Podostemaceae i Hypericaceae
5. Ochnaceae, Medusagynaceae i Quiinaceae
6. Chrysobalanaceae, Dichapetalaceae, Trigoniaceae, Balanopaceae i Euphroniaceae
7. Putranjivaceae i Lophopyxidaceae
8. Euphorbiaceae, Peraceae i Rafflesiaceae
9. Phyllanthaceae i Picrodendraceae
10. Neodređene obitelji: Caryocaraceae, Ctenolophonaceae, Humiriaceae, Linaceae, Peridiscaceae, Irvingiaceae, Pandaceae, Ixonanthaceae i Centroplacaceae.[2]

## Porodice i rodovi
Ordo Malpighiales
- Familia Phyllanthaceae Martinov (2191 spp.)
  - Subfamilia Antidesmatoideae Hurus.
    - Tribus Bischofieae (Müll. Arg.) Hurus.
      - Bischofia Blume (3 spp.)

    - Tribus Spondiantheae G. L. Webster
      - Spondianthus Engl. (1 sp.)

    - Tribus Uapaceae Hutch.
      - Genus Uapaca Baill. (49 spp.)

    - Tribus Jablonskieae Petra Hoffm.
      - Jablonskia G. L. Webster (1 sp.)
      - Celianella Jabl. (1 sp.)

    - Tribus Scepeae Horan.
      - Protomegabaria Hutch. (3 spp.)
      - Richeria Vahl (4 spp.)
      - Aporosa Blume (93 spp.)
      - Maesobotrya Benth. (19 spp.)
      - Baccaurea Lour. (61 spp.)
      - Distichirhops Haegens (3 spp.)
      - Nothobaccaurea Haegens (2 spp.)

    - Tribus Antidesmateae Benth.
      - Subtribus Antidesmatinae Müll. Arg.
        - Antidesma L. (123 spp.)
        - Leptonema A. Juss. (2 spp.)
        - Thecacoris A. Juss. (20 spp.)

      - Subtribus Hymenocardiinae Petra Hoffm.
        - Didymocistus Kuhlm. (1 sp.)
        - Hymenocardia Wall. ex Lindl. (6 spp.)

      - Subtribus Hieronyminae Müll. Arg.
        - Hieronyma Allemâo (21 spp.)

      - Subtribus Martretiinae Petra Hoffm.
        - Martretia Beille (1 sp.)
        - Apodiscus Hutch. (1 sp.)

  - Subfamilia Phyllanthoideae Beilschm.
    - Tribus Wielandieae Baill. ex Hurus.
      - Subtribus Astrocasiinae G. L. Webster
        - Heywoodia Sim (1 sp.)
        - Chascotheca Urb. (2 spp.)
        - Astrocasia B. L. Rob. & Millsp. (6 spp.)

      - Subtribus Wielandiinae Pax
        - Dicoelia Benth. (2 spp.)
        - Chorisandrachne Airy Shaw (1 sp.)
        - Wielandia Baill. (13 spp.)

    - Tribus Poranthereae Müll. Arg. ex Grüning
      - Andrachne L. (22 spp.)
      - Meineckia Baill. (32 spp.)
      - Notoleptopus Voronts. & Petra Hoffm. (1 sp.)
      - Poranthera Rudge (17 spp.)
      - Pseudophyllanthus (Müll. Arg.) Voronts. & Petra Hoffm. (1 sp.)
      - Phyllanthopsis (Scheele) Voronts. & Petra Hoffm. (2 spp.)
      - Actephila Blume (34 spp.)
      - Leptopus Decne. (18 spp.)

    - Tribus Bridelieae Müll. Arg.
      - Subtribus Securineginae Müll. Arg.
        - Securinega Comm. ex A. Juss. (5 spp.)
        - Lachnostylis Turcz. (3 spp.)

      - Subtribus Amanoinae Pax
        - Amanoa Aubl. (16 spp.)

      - Subtribus Keayodendrinae Petra Hoffm.
        - Keayodendron Leandri (1 sp.)

      - Subtribus Pseudolachnostylidinae Pax
        - Pseudolachnostylis Pax (1 sp.)
        - Pentabrachion Müll. Arg. (1 sp.)
        - Cleistanthus Hook. f. ex Planch. (144 spp.)
        - Bridelia Willd. ex Spreng. (47 spp.)

      - Subtribus Saviinae Müll. Arg.
        - Savia Willd. (2 spp.)
        - Gonatogyne Klotzsch ex Müll. Arg. (1 sp.)
        - Croizatia Steyerm. (5 spp.)
        - Tacarcuna Huft (3 spp.)
        - Discocarpus Klotzsch (4 spp.)

    - Tribus Phyllantheae Dumort.
      - Plagiocladus Jean F. Brunel ex Petra Hoffm. (1 sp.)
      - Margaritaria L. f. (13 spp.)
      - Lingelsheimia Pax (7 spp.)
      - Heterosavia (Urb.) Petra Hoffm. (4 spp.)
      - Flueggea Willd. (16 spp.)
      - Nellica Raf. (19 spp.)
      - Cathetus Lour. (42 spp.)
      - Kirganelia A. Juss. (24 spp.)
      - Nymphanthus Lour. (87 spp.)
      - Lysiandra (F. Muell.) R. W. Bouman, I. Telford & J. J. Bruhl (27 spp.)
      - Moeroris Raf. (198 spp.)
      - Phyllanthus L. (228 spp.)
      - Cicca L. (45 spp.)
      - Dendrophyllanthus S. Moore (160 spp.)
      - Emblica Gaertn. (45 spp.)
      - Glochidion J. R. Forst. & G. Forst. (336 spp.)
      - Synostemon F. Muell. (39 spp.)
      - Breynia J. R. Forst. & G. Forst. (97 spp.)

    - Tribus Phyllanthoideae incertae sedis
      - Chonocentrum Pierre ex Pax & K. Hoffm. (1 sp.)
      - Ashtonia Airy Shaw (2 spp.)
- Familia Picrodendraceae Small (100 spp.)
  - Tribus Podocalyceae G. L. Webster
    - Podocalyx Klotzsch (1 sp.)

  - Tribus Caletieae Müll. Arg.
    - Subtribus Tetracoccinae G. A. Levin
      - Tetracoccus Engelm. ex Parry (5 spp.)

    - Subtribus Hyaenanchinae Müll. Arg.
      - Hyaenanche Lamb. (1 sp.)

    - Subtribus Dissiliariinae Pax & K. Hoffm.
      - Austrobuxus Miq. (21 spp.)
      - Dissiliaria F. Muell. ex Baill. (6 spp.)
      - Canaca Guillaumin (1 sp.)
      - Whyanbeelia Airy Shaw & B. Hyland (1 sp.)
      - Sankowskya P. I. Forst. (1 sp.)
      - Choriceras Baill. (2 spp.)
      - Longetia Baill. (1 sp.)

    - Subtribus Petalostigmatinae Pax & K. Hoffm.
      - Petalostigma F. Muell. (6 spp.)

    - Subtribus Pseudanthinae Müll. Arg.
      - Kairothamnus Airy Shaw (1 sp.)
      - Scagea McPherson (2 spp.)
      - Neoroepera Müll. Arg. (2 spp.)
      - Micrantheum Desf. (4 spp.)
      - Stachystemon Planch. (10 spp.)
      - Pseudanthus Sieber ex A. Spreng. (10 spp.)

  - Tribus Picrodendreae Fawc. & Rendle
    - Subtribus Picrodendrinae G. L. Webster
      - Piranhea Baill. (4 spp.)
      - Parodiodendron Hunz. (1 sp.)
      - Picrodendron Planch. (1 sp.)

    - Subtribus Paivaeusinae Pax
      - Oldfieldia Benth. & Hook. f. (4 spp.)

    - Subtribus Mischodontinae Müll. Arg.
      - Aristogeitonia Prain (7 spp.)
      - Mischodon Thwaites (1 sp.)
      - Voatamalo Capuron ex Bosser (2 spp.)
      - Androstachys Prain (1 sp.)
      - Stachyandra J.-F. Leroy ex Radcl.-Sm. (4 spp.)
- Familia Peraceae Klotzsch (105 spp.)
  - Tribus Pogonophoreae G. L. Webster
    - Pogonophora Miers ex Benth. (2 spp.)

  - Tribus Pereae Pax & K. Hoffm.
    - Pera Mutis (31 spp.)

  - Tribus Clutieae Pax
    - Clutia L. (53 spp.)

  - Tribus Chaetocarpeae G. L. Webster
    - Chaetocarpus Thwaites (16 spp.)
    - Trigonopleura Hook. f. (3 spp.)
- Familia Euphorbiaceae A. Juss. (6735 spp.)
  - Subfamilia Cheilosoideae K. Wurdack & Petra Hoffm.
    - Cheilosa Blume (1 sp.)
    - Neoscortechinia Pax (6 spp.)

  - Subfamilia Suregada clade
    - Suregada Roxb. ex Rottler (32 spp.)
    - Cladogelonium Leandri (1 sp.)

  - Subfamilia Adenoclinoideae ined.
    - Endospermum Benth. (12 spp.)
    - Klaineanthus Pierre ex Prain (1 sp.)
    - Tetrorchidium Poepp. & Endl. (24 spp.)
    - Adenocline Turcz. (3 spp.)
    - Ditta Griseb. (2 spp.)
    - Omphalea L. (21 spp.)

  - Subfamilia Crotonoideae Beilschm.
    - Tribus Manihoteae (Müll. Arg.) Pax
      - Elateriospermum Blume (1 sp.)
      - Manihot Mill. (159 spp.)
      - Cnidoscolus Pohl (104 spp.)
      - Micrandra Benth. (14 spp.)
      - Hevea Aubl. (10 spp.)
      - Glycydendron Ducke (2 spp.)

    - Tribus Jatropheae Baill.
      - Jatropha L. (191 spp.)
      - Chlamydojatropha Pax & K. Hoffm. (1 sp.)
      - Joannesia Vell. (2 spp.)
      - Vaupesia R. E. Schult. (1 sp.)

    - Tribus Crotoneae Dumort.
      - Sandwithia Lanj. (1 sp.)
      - Sagotia Baill. (3 spp.)
      - Acidocroton Griseb. (14 spp.)
      - Astraea Klotzsch (19 spp.)
      - Brasiliocroton P. E. Berry & Cordeiro (2 spp.)
      - Croton L. (1243 spp.)

    - Tribus neopisan
      - Leeuwenbergia Letouzey & N. Hallé (2 spp.)

    - Tribus neopisan
      - Dodecastigma Ducke (2 spp.)

    - Tribus Ricinodendreae (Pax) Hutch.
      - Cyrtogonone Prain (1 sp.)
      - Crotonogyne Müll. Arg. (17 spp.)
      - Ricinodendron Müll. Arg. (2 spp.)
      - Givotia Griff. (4 spp.)
      - Paracroton Miq. (3 spp.)
      - Radcliffea Petra Hoffm. & K. Wurdack (1 sp.)
      - Mildbraedia Pax (3 spp.)
      - Tannodia Baill. (7 spp.)
      - Pantadenia Gagnep. (3 spp.)
      - Neoboutonia Müll. Arg. (3 spp.)
      - Neoholstia Rauschert (1 sp.)
      - Karima Cheek & Riina (1 sp.)
      - Benoistia H. Perrier & Leandri (3 spp.)

    - Tribus neopisan
      - Pausandra Radlk. (8 spp.)
      - Manniophyton Müll. Arg. (1 sp.)

    - Tribus Codiaeae (Pax) Hutch.
      - Subtribus Codiaeinae Pax
        - Baliospermum Blume (5 spp.)
        - Codiaeum Rumph. ex A. Juss. (17 spp.)
        - Strophioblachia Boerl. (1 sp.)
        - Blachia Baill. (13 spp.)

      - Subtribus undescribed
        - Tritaxis Baill. (18 spp.)

      - Subtribus Osteodeinae G. L. Webster
        - Ostodes Blume (2 spp.)
        - Tapoides Airy Shaw (1 sp.)

      - Subtribus neopisan
        - Deutzianthus Gagnep. (2 spp.)
        - Vernicia Lour. (6 spp.)

      - Subtribus Garciinae Müll. Arg.
        - Trigonostemon Blume (106 spp.)
        - Garcia Rohr (2 spp.)
        - Anomalocalyx Ducke (1 sp.)

      - Subtribus Grosserinae G. L. Webster
        - Cavacoa J. Léonard (3 spp.)
        - Grossera Pax (8 spp.)
        - Oligoceras Gagnep. (1 sp.)

      - Subtribus neopisan
        - Annesijoa Pax & K. Hoffm. (1 sp.)
        - Hylandia Airy Shaw (1 sp.)

      - Tribus Aleuritideae Hurus.
        - Aleurites J. R. Forst. & G. Forst. (2 spp.)

      - Tribus Ricinocarpeae Müll. Arg.
        - Baloghia Endl. (15 spp.)
        - Fontainea Heckel (10 spp.)
        - Cocconerion Baill. (2 spp.)
        - Borneodendron Airy Shaw (1 sp.)
        - Alphandia Baill. (3 spp.)
        - Weda Welzen (2 spp.)
        - Myricanthe Airy Shaw (1 sp.)
        - Ricinocarpos Desf. (29 spp.)
        - Shonia R. J. F. Hend. & Halford (4 spp.)
        - Beyeria Miq. (27 spp.)
        - Bertya Planch. (30 spp.)

  - Subfamilia Acalyphoideae Beilschm.
    - Tribus Agrostistachydeae (Müll. Arg.) G. L. Webster
      - Agrostistachys Dalzell (8 spp.)
      - Chondrostylis Boerl. (2 spp.)
      - Cyttaranthus J. Léonard (1 sp.)
      - Pseudagrostistachys Pax & K. Hoffm. (2 spp.)

    - Tribus Acalypheae Dumort.
      - Subtribus Mercurialinae Pax
        - Mercurialis L. (10 spp.)

      - Subtribus Acalyphinae Griseb.
        - Acalypha L. (440 spp.)
        - Crotonogynopsis Pax (4 spp.)
        - Mareya Baill. (3 spp.)

      - Subtribus Claoxylinae Hurus.
        - Claoxylon A. Juss. (120 spp.)
        - Claoxylopsis Leandri (3 spp.)
        - Lobanilia Radcl.-Sm. (7 spp.)
        - Discoclaoxylon (Müll. Arg.) Pax & K. Hoffm. (4 spp.)
        - Micrococca Benth. (11 spp.)
        - Erythrococca Benth. (41 spp.)

      - Subtribus Cleidiinae G. L. Webster
        - Cleidion Blume (34 spp.)
        - Sampantaea Airy Shaw (1 sp.)
        - Wetria Baill. (2 spp.)

      - Subtribus Dysopsidinae Hurus.
        - Dysopsis Baill. (3 spp.)

      - Subtribus Lasiococcinae G. L. Webster
        - Lasiococca Hook. f. (6 spp.)
        - Spathiostemon Blume (2 spp.)
        - Clonostylis S. Moore (1 sp.)
        - Homonoia Lour. (3 spp.)

      - Subtribus Rottlerinae Meisn.
        - Mallotus Lour. (127 spp.)
        - Macaranga Thouars (317 spp.)
        - Hancea Seem. (18 spp.)

      - Subtribus Ricininae Griseb.
        - Adriana Gaudich. (2 spp.)
        - Ricinus L. (1 sp.)

      - Subtribus Avellanitinae G. L. Webster
        - Avellanita Phil. (1 sp.)

      - Subtribus Blumeodendrinae G. L. Webster
        - Blumeodendron (Müll. Arg.) Kurz (9 spp.)
        - Podadenia Thwaites (1 sp.)
        - Ptychopyxis Miq. (14 spp.)
        - Botryophora Hook. f. (1 sp.)

      - Subtribus Incertae sedis
        - Afrotrewia Pax & K. Hoffm. (1 sp.)

      - Subtribus Necepsinae G. L. Webster
        - Amyrea Leandri  (6 spp.)
        - Necepsia Prain (3 spp.)
        - Paranecepsia Radcl.-Sm. (2 spp.)

      - Subtribus Pycnocominae G. L. Webster
        - Pycnocoma Benth. (18 spp.)
        - Droceloncia J. Léonard (1 sp.)
        - Argomuellera Pax (16 spp.)

    - Tribus Chrozophoreae (Müll. Arg.) Pax & K. Hoffm.
      - Subtribus Chrozophorinae Müll. Arg.
        - Chrozophora Neck. (8 spp.)
        - Doryxylon Zoll. (1 sp.)
        - Sumbaviopsis J. J. Sm. (1 sp.)
        - Thyrsanthera Pierre ex Gagnep. (1 sp.)
        - Melanolepis Rchb. f. & Zoll. (2 spp.)

      - Subtribus Speranskiinae G. L. Webster
        - Speranskia Baill. (3 spp.)

    - Tribus Adelieae G. L. Webster
      - Seidelia Baill. (3 spp.)
      - Leidesia Müll. Arg. (1 sp.)
      - Philyra Klotzsch (1 sp.)
      - Argythamnia P. Browne (22 spp.)
      - Ditaxis Vahl ex A. Juss. (49 spp.)
      - Chiropetalum A. Juss. (23 spp.)
      - Caperonia A. St.-Hil. (34 spp.)
      - Adelia L. (11 spp.)
      - Enriquebeltrania Rzed. (2 spp.)
      - Garciadelia Jestrow & Jiménez Rodr. (4 spp.)
      - Leucocroton Griseb. (27 spp.)
      - Lasiocroton Griseb. (7 spp.)

    - Tribus Ampereeae Müll. Arg.
      - Monotaxis Brongn. (11 spp.)
      - Amperea A. Juss. (8 spp.)

    - Tribus Epiprineae Hurus.
      - Subtribus Epiprininae Müll. Arg.
        - Epiprinus Griff. (6 spp.)
        - Cleidiocarpon Airy Shaw (2 spp.)
        - Koilodepas Hassk. (12 spp.)
        - Cladogynos Zipp. ex Span. (1 sp.)
        - Tsaiodendron Y. H. Tan, H. Zhu & H. Sun (1 sp.)
        - Cephalocroton Hochst. (5 spp.)
        - Adenochlaena Boiss. ex Baill. (1 sp.)

      - Subtribus Cephalomappinae G. L. Webster
        - Cephalomappa Baill. (6 spp.)
        - Rockinghamia Airy Shaw (2 spp.)

    - Tribus Bernardieae G. L. Webster
      - Bernardia Mill. (78 spp.)
      - Adenophaedra (Müll. Arg.) Müll. Arg. (3 spp.)
      - Discocleidion (Müll. Arg.) Pax & K. Hoffm. (1 sp.)

    - Tribus Caryodendreae G. L. Webster
      - Bahiana J. F. Carrión (2 spp.)
      - Caryodendron H. Karst. (4 spp.)
      - Discoglypremna Prain (1 sp.)
      - Alchorneopsis Müll. Arg. (1 sp.)

    - Tribus Plukenetieae (Benth.) Hutch.
      - Subtribus Dalechampiinae G. L. Webster
        - Dalechampia L. (129 spp.)

      - Subtribus Plukenetiinae Benth.
        - Haematostemon (Müll. Arg.) Pax & K. Hoffm. (2 spp.)
        - Romanoa Trevis. (1 sp.)
        - Plukenetia L. (21 spp.)
        - Astrococcus Benth. (1 sp.)
        - Angostylis Benth. (2 spp.)

      - Subtribus Tragiinae G. L. Webster
        - Ctenomeria Harv. (1 sp.)
        - Megistostigma Hook. f. (5 spp.)
        - Cnesmone Blume (11 spp.)
        - Tragiella Pax & K. Hoffm. (4 spp.)
        - Bia Klotzsch (6 spp.)
        - Acidoton Sw. (5 spp.)
        - Platygyna Mercier (7 spp.)
        - Gitara Pax & K. Hoffm. (1 sp.)
        - Monadelpha L. J. Gillespie & Card.-McTeag. (1 sp.)
        - Zuckertia Baill. (1 sp.)
        - Pachystylidium Pax & K. Hoffm. (1 sp.)
        - Sphaerostylis Baill. (2 spp.)
        - Tragia L. (147 spp.)
        - Chicomendes W. Cordeiro & M. F. Sales (1 sp.)

    - Tribus Erismantheae G. L. Webster
      - Erismanthus Wall. ex Müll. Arg. (2 spp.)
      - Moultonianthus Merr. (1 sp.)
      - Syndyophyllum K. Schum. & Lauterb. (2 spp.)

    - Tribus Sphyranthereae Radcl.-Sm.
      - Sphyranthera Hook. f. (2 spp.)

    - Tribus Alchorneeae (Hurus.) Hutch.
      - Subtribus Alchorneinae Hurus.
        - Alchornea Sw. (54 spp.)
        - Aparisthmium Endl. (1 sp.)
        - Bocquillonia Baill. (16 spp.)
        - Orfilea Baill. (3 spp.)
        - Bossera Leandri (1 sp.)
        - Lautembergia Baill. (1 sp.)

      - Subtribus Conceveibinae G. L. Webster
        - Conceveiba Aubl. (15 spp.)
        - Aubletiana J. Murillo (2 spp.)

    - Tribus Mareyopsinae G. L. Webster
      - Mareyopsis Pax & K. Hoffm. (2 spp.)

  - Subfamilia Euphorbioideae Beilschm.
    - Tribus Stomatocalyceae G. L. Webster
      - Plagiostyles Pierre (1 sp.)
      - Pimelodendron Hassk. (4 spp.)
      - Hamilcoa Prain (1 sp.)
      - Nealchornea Huber (2 spp.)

    - Tribus Euphorbieae Dumort.
      - Subtribus Anthosteminae G. L. Webster
        - Anthostema A. Juss. (3 spp.)
        - Dichostemma Pierre (2 spp.)

      - Subtribus Neoguillauminiinae Croizat
        - Neoguillauminia Croizat (1 sp.)
        - Calycopeplus Planch. (5 spp.)

      - Subtribus Euphorbiinae Griseb.
        - Euphorbia L. (2030 spp.)

    - Tribus Hippomaneeae Bartl.
      - Homalanthus A. Juss. (23 spp.)
      - Colliguaja Molina (5 spp.)
      - Grimmeodendron Urb. (2 spp.)
      - Bonania A. Rich. (7 spp.)
      - Adenopeltis Bertero (1 sp.)
      - Stillingia L. (28 spp.)
      - Gradyana Athiê-Souza, A. L. Melo & M. F. Sales (1 sp.)
      - Spegazziniophytum Esser (1 sp.)
      - Sapium P. Browne (27 spp.)
      - Hippomane L. (3 spp.)
      - Senefelderopsis Steyerm. ex R. E. Schult. (2 spp.)
      - Incadendron K. Wurdack & Farfán (1 sp.)
      - Dendrothrix Esser (4 spp.)
      - Microstachys A. Juss. (21 spp.)
      - Ditrysinia Raf. (1 sp.)
      - Pleradenophora Esser (6 spp.)
      - Balakata Esser (2 spp.)
      - Falconeria Royle (1 sp.)
      - Sclerocroton Hochst. (6 spp.)
      - Triadica Lour. (3 spp.)
      - Mabea Aubl. (42 spp.)
      - Gymnanthes Sw. (29 spp.)
      - Actinostemon Mart. ex Klotzsch (27 spp.)
      - Senefeldera Mart. (6 spp.)
      - Dalembertia Baill. (4 spp.)
      - Conosapium Müll. Arg. (1 sp.)
      - Maprounea Aubl. (5 spp.)
      - Anomostachys (Baill.) Hurus. (1 sp.)
      - Shirakiopsis Esser (6 spp.)
      - Neoshirakia Esser (2 spp.)
      - Excoecaria L. (40 spp.)
      - Sebastiania Spreng. (71 spp.)
      - Algernonia Baill. (12 spp.)
      - Hura L. (2 spp.)
      - Ophthalmoblapton Allemann (4 spp.)
      - Pachystroma Müll. Arg. (1 sp.)
- Familia Rafflesiaceae Dumort. (46 spp.)
  - Rafflesia R. Br. (38 spp.)
  - Rhizanthes Dumort. (4 spp.)
  - Sapria Griff. (4 spp.)
- Familia Linaceae DC. ex Perleb (283 spp.)
  - Tribus Hugonieae Meisn.
    - Roucheria Planch. (7 spp.)
    - Hebepetalum Benth. (3 spp.)
    - Hugonia L. (39 spp.)
    - Philbornea Hallier f. (1 sp.)
    - Indorouchera Hallier f. (2 spp.)

  - Tribus incertae sedis
    - Durandea Planch. (9 spp.)

  - Tribus Lineae Rchb.
    - Linum L. (198 spp.)
    - Radiola Hill (1 sp.)
    - Sclerolinon C. M. Rogers (1 sp.)
    - Hesperolinon (A. Gray) Small (13 spp.)
    - Cliococca Bab. (1 sp.)
    - Tirpitzia Hallier f. (3 spp.)
    - Reinwardtia Dumort. (3 spp.)
    - Anisadenia Wall. ex Meisn. (2 spp.)
- Familia Ixonanthaceae Planch. ex Miq. (19 spp.)
  - Ixonanthes Jack (3 spp.)
  - Ochthocosmus Benth. (7 spp.)
  - Phyllocosmus Klotzsch (5 spp.)
  - Cyrillopsis Kuhlm. (2 spp.)
  - Allantospermum Forman (2 spp.)
- Familia Salicaceae Mirb. (1368 spp.)
  - Tribus Samydeae Vent.
    - Irenodendron M. H. Alford & Dement (3 spp.)
    - Casearia Jacq. (240 spp.)
    - Piparea Aubl. (3 spp.)
    - Ophiobotrys Gilg (1 sp.)
    - Osmelia Thwaites (5 spp.)
    - Lunania Hook. (14 spp.)
    - Bartholomaea Standl. & Steyerm. (2 spp.)
    - Tetrathylacium Poepp. & Endl. (4 spp.)
    - Ryania Vahl (9 spp.)

  - Tribus Trichostephaneae Gilg
    - Trichostephanus Gilg (2 spp.)

  - Tribus Scyphostegieae (Hutch.) Zmarzty
    - Scyphostegia Stapf (1 sp.)
    - Dianyuea C. Shang, S. Liao & Z. X. Zhang (1 sp.)

  - Tribus Prockieae Endl.
    - Banara Aubl. (34 spp.)
    - Hasseltia Kunth (6 spp.)
    - Hasseltiopsis Sleumer (1 sp.)
    - Macrothumia M. H. Alford (1 sp.)
    - Azara Ruiz & Pav. (10 spp.)
    - Neosprucea Sleumer (9 spp.)
    - Pineda Ruiz & Pav. (2 spp.)
    - Prockia P. Browne ex L. (7 spp.)
    - Abatia Ruiz & Pav. (10 spp.)

  - Tribus Saliceae
    - Salix L. (485 spp.)
    - Populus L. (66 spp.)
    - Chosenia Nakai (4 spp.)
    - Bennettiodendron Merr. (2 spp.)
    - Olmediella Baill. (1 sp.)
    - Idesia Maxim. (1 sp.)
    - Macrohasseltia L. O. Williams (1 sp.)
    - Carrierea Franch. (3 spp.)
    - Itoa Hemsl. (2 spp.)
    - Lasiochlamys Pax & K. Hoffm. (11 spp.)
    - Ludia Comm. ex Juss. (24 spp.)
    - Poliothyrsis Oliv. (1 sp.)
    - Tisonia Baill. (13 spp.)

  - Tribus Homalieae Dumort.
    - Bivinia Jaub. ex Tul. (1 sp.)
    - Byrsanthus Guill. (1 sp.)
    - Calantica Jaub. ex Tul. (10 spp.)
    - Dissomeria Hook. f. ex Benth. (2 spp.)
    - Homalium Jacq. (173 spp.)
    - Bembicia Oliv. (1 sp.)
    - Neopringlea S. Watson (2 spp.)

  - Tribus Scolopieae Warb.
    - Hemiscolopia Slooten (1 sp.)
    - Mocquerysia Hua (2 spp.)
    - Phyllobotryon Müll. Arg. (5 spp.)
    - Pseudoscolopia Gilg (1 sp.)
    - Scolopia Schreb. (44 spp.)

  - Tribus Flacourtieae DC.
    - Oncoba Forssk. (4 spp.)
    - Flacourtia  Comm. ex L´Hér. (20 spp.)
    - Dovyalis E. Mey. ex Arn. (18 spp.)
    - Trimeria Harv. (2 spp.)
    - Pleuranthodendron L. O. Williams (1 sp.)
    - Xylosma J. R. Forst. & G. Forst. (100 spp.)

  - Tribus incertae sedis
    - Bembiciopsis H. Perrier (1 sp.)
- Familia Lacistemataceae Mart. (17 spp.)
  - Lacistema Sw. (12 spp.)
  - Lozania Mutis ex Caldas (5 spp.)
- Familia Malesherbiaceae D. Don (28 spp.)
  - Malesherbia Ruiz & Pav. (28 spp.)
- Familia Turneraceae Kunth ex DC. (240 spp.)
  - Erblichia Seem. (1 sp.)
  - Mathurina Balf. f. (1 sp.)
  - Arboa Thulin & Razafim. (4 spp.)
  - Stapfiella Gilg (6 spp.)
  - Hyalocalyx Rolfe (1 sp.)
  - Tricliceras Thonn. ex DC. (16 spp.)
  - Afroqueta Thulin & Razafim. (1 sp.)
  - Streptopetalum Hochst. (6 spp.)
  - Loewia Urb. (2 spp.)
  - Turnera L. (139 spp.)
  - Piriqueta Aubl. (46 spp.)
  - Adenoa Arbo (1 sp.)
  - Pibiria Maas (1 sp.)
  - Oxossia L. Rocha (15 spp.)
- Familia Passifloraceae Juss. ex Roussel (770 spp.)
  - Tribus Jongkindieae Breteler & F. T. Bakker
    - Jongkindia Breteler & F. T. Bakker (1 sp.)

  - Tribus Paropsieae DC.
    - Barteria Hook. f. (4 spp.)
    - Paropsia Noronha ex Thouars (12 spp.)
    - Paropsiopsis Engl. (4 spp.)
    - Viridivia J. H. Hemsl. & Verdc. (1 sp.)
    - Androsiphonia Stapf (1 sp.)
    - Smeathmannia Sol. ex R. Br. (2 spp.)

  - Tribus Passifloreae DC.
    - Adenia Forssk. (96 spp.)
    - Basananthe Peyr. (37 spp.)
    - Deidamia Noronha ex Thouars (5 spp.)
    - Efulensia C. H. Wright (2 spp.)
    - Schlechterina Harms (1 sp.)
    - Crossostemma Planch. ex Benth. (1 sp.)
    - Ancistrothyrsus Harms (3 spp.)
    - Dilkea Mast. (12 spp.)
    - Mitostemma Mast. (4 spp.)
    - Passiflora L. (584 spp.)
- Familia Violaceae Batsch (1052 spp.)
  - Subfamilia Fusispermoideae Hekking
    - Fusispermum Cuatrec. (3 spp.)

  - Subfamilia Violoideae Beilschm.
    - Bribria Wahlert & H. E. Ballard (3 spp.)
    - Rinorea Aubl. (210 spp.)
    - Allexis Pierre (4 spp.)
    - Schweiggeria Spreng. (2 spp.)
    - Noisettia Kunth (1 sp.)
    - Viola L. (638 spp.)
    - Decorsella A. Chev. (2 spp.)
    - Paypayrola Aubl. (9 spp.)
    - Leonia Ruiz & Pav. (6 spp.)
    - Gloeospermum Triana & Planch. (15 spp.)
    - Amphirrhox Spreng. (1 sp.)
    - Pigea DC. (32 spp.)
    - Cubelium Raf. (1 sp.)
    - Hybanthus Jacq. (2 spp.)
    - Hybanthus p. p. (s. lat.) (18 spp.)
    - Mayanaea Lundell (1 sp.)
    - Orthion Standl. & Steyerm. (6 spp.)
    - Rinoreocarpus Ducke (1 sp.)
    - Scyphellandra Thwaites (1 sp.)
    - Hybanthus p. p. (fruticulosus-group) (4 spp.)
    - Ixchelia H. E. Ballard & Wahlert (3 spp.)
    - Isodendrion A. Gray (4 spp.)
    - Pombalia Vand. (43 spp.)
    - Melicytus J. R. Forst. & G. Forst. (19 spp.)
    - Hybanthus p. p. (guanacastensis-group) (2 spp.)
    - Anchietea A. St.-Hil. (8 spp.)
    - Hybanthopsis Paula-Souza (1 sp.)
    - Calyptrion Ging. (4 spp.)
    - Agatea A. Gray (7 spp.)

  - Subfamilia incertae sedis
    - Phyllanoa Croizat (1 sp.)
- Familia Goupiaceae Miers (1 sp.)
  - Goupia Aubl. (1 sp.)
- Familia Achariaceae Harms (187 spp.)
  - Tribus Acharieae Benth. & Hook. f.
    - Kiggelaria L. (1 sp.)
    - Ceratiosicyos Nees (1 sp.)
    - Guthriea Bolus (1 sp.)
    - Acharia Thunb. (1 sp.)
    - Trichadenia Thwaites (3 spp.)
    - Chiangiodendron Wendt (1 sp.)
    - Gynocardia R. Br. (1 sp.)
    - Chlorocarpa Alston (1 sp.)

  - Tribus Pangieae Clos
    - Ryparosa Blume (26 spp.)
    - Pangium Reinw. (1 sp.)
    - Eleutherandra Slooten (1 sp.)
    - Baileyoxylon C. T. White (1 sp.)
    - Scaphocalyx Ridl. (1 sp.)

  - Tribus Hydnocarpeae ined.
    - Hydnocarpus Gaertn. (45 spp.)

  - Tribus Erythrospermeae DC.
    - Dasylepis Oliv. (6 spp.)
    - Erythrospermum Lam. (24 spp.)
    - Ahernia Merr. (1 sp.)
    - Rawsonia Harv. & Sond. (2 spp.)
    - Scottellia Oliv. (3 spp.)

  - Tribus Lindackerieae Zmarzty
    - Lindackeria C. Presl (15 spp.)
    - Kuhlmanniodendron Fiaschi & Groppo (2 spp.)
    - Caloncoba Gilg (11 spp.)
    - Camptostylus Gilg (3 spp.)
    - Xylotheca Hochst. (4 spp.)
    - Buchnerodendron Gürke (2 spp.)
    - Grandidiera Jaub. (1 sp.)
    - Carpotroche Endl. (13 spp.)
    - Mayna Aubl. (6 spp.)
    - Peterodendron Sleumer (1 sp.)
    - Poggea Gürke ex Warb. (3 spp.)
    - Prockiopsis Baill. (5 spp.)
- Familia Humiriaceae A. Juss. (67 spp.)
  - Vantanea Aubl. (22 spp.)
  - Humiria J. St.-Hil. (5 spp.)
  - Duckesia Cuatrec. (2 spp.)
  - Hylocarpa Cuatrec. (1 sp.)
  - Endopleura Cuatrec. (1 sp.)
  - Humiriastrum (Urb.) Cuatrec. (16 spp.)
  - Sacoglottis Mart. (11 spp.)
  - Schistostemon (Urb.) Cuatrec. (9 spp.)
- Familia Hypericaceae Juss. (623 spp.)
  - Tribus Vismieae Choisy
    - Vismia Vand. (47 spp.)
    - Harungana Lam. (3 spp.)
    - Psorospermum Spach (51 spp.)

  - Tribus Hypericeae Choisy
    - Hypericum L. (508 spp.)
    - Triadenum Raf. (6 spp.)

  - Tribus Cratoxyleae Benth. & Hook. f.
    - Cratoxylum Blume (7 spp.)
    - Eliea Cambess. (1 sp.)
- Familia Podostemaceae Rich. ex Kunth (362 spp.)
  - Subfamilia Tristichoideae Warm.
    - Indodalzellia Koi & M. Kato (1 sp.)
    - Paradalzellia Koi, P. L. Uniyal & M. Kato (1 sp.)
    - Indotristicha P. Royen (1 sp.)
    - Dalzellia Wight (9 spp.)
    - Tristicha Thouars (1 sp.)
    - Terniopsis H. C. Chao (14 spp.)
    - Cussetia M. Kato (2 spp.)

  - Subfamilia Weddellinoideae Engl.
    - Weddellina Tul. (1 sp.)

  - Subfamilia Podostemoideae Warm.
    - Diamantina Novelo, C. T. Philbrick & Irgang (1 sp.)
    - Mourera Aubl. (7 spp.)
    - Rhyncholacis Tul. (28 spp.)
    - Castelnavia Tul. & Wedd. (8 spp.)
    - Apinagia Tul. (46 spp.)
    - Noveloa C. T. Philbrick (2 spp.)
    - Wettsteiniola Suess. (3 spp.)
    - Oserya Tul. & Wedd. (5 spp.)
    - Marathrum Humb. & Bonpl. (10 spp.)
    - Autana C. T. Philbrick (1 sp.)
    - Thelethylax C. Cusset (3 spp.)
    - Angolaea Wedd. (1 sp.)
    - Paleodicraeia C. Cusset (1 sp.)
    - Lebbiea Cheek (1 sp.)
    - Sphaerothylax Bisch. ex Krauss (2 spp.)
    - Endocaulos C. Cusset (1 sp.)
    - Podostemum Michx. (11 spp.)
    - Polypleurum (Tul.) Warm. (19 spp.)
    - Farmeria Willis ex Hook. f. (2 spp.)
    - Zeylanidium (Tul.) Engl. (9 spp.)
    - Laosia Koi, Won & M. Kato (1 sp.)
    - Paracladopus M. Kato (2 spp.)
    - Cladopus H. Moeller (11 spp.)
    - Zehnderia C. Cusset (1 sp.)
    - Thawatchaia M. Kato, Koi & Kita (2 spp.)
    - Hanseniella C. Cusset (2 spp.)
    - Willisia Warm. (2 spp.)
    - Hydrobryum Endl. (33 spp.)
    - Hydrodiscus Koi & M. Kato (1 sp.)
    - Ctenobryum Koi & M. Kato (1 sp.)
    - Ceratolacis (Tul.) Wedd. (2 spp.)
    - Cipoia C. T. Philbrick, Novelo & Irgang (2 spp.)
    - Lonchostephus Tul. (1 sp.)
    - Lophogyne Tul. (16 spp.)
    - Inversodicraea Engl. ex R. E. Fr. (35 spp.)
    - Saxicolella Engl. (8 spp.)
    - Macropodiella Engl. (7 spp.)
    - Leiothylax Warm. (3 spp.)
    - Ledermanniella Engl. (30 spp.)
    - Stonesia G. Taylor (5 spp.)
    - Letestuella G. Taylor (1 sp.)
    - Dicraeanthus Engl. (2 spp.)
    - Winklerella Engl. (1 sp.)
    - Djinga C. Cusset (2 spp.)
- Familia Calophyllaceae J. Agardh (424 spp.)
  - Endodesmia Benth. (1 sp.)
  - Lebrunia Staner (1 sp.)
  - Marila Sw. (19 spp.)
  - Neotatea Maguire (4 spp.)
  - Mahurea Aubl. (2 spp.)
  - Clusiella Planch. & Triana (8 spp.)
  - Kielmeyera Mart. (55 spp.)
  - Haploclathra Benth. (4 spp.)
  - Caraipa Aubl. (44 spp.)
  - Poeciloneuron Bedd. (1 sp.)
  - Mammea L. (51 spp.)
  - Agasthiyamalaia S. Rajkumar & Janarth. (1 sp.)
  - Kayea Wall. (41 spp.)
  - Mesua L. (11 spp.)
  - Calophyllum L. (181 spp.)
- Familia Clusiaceae Lindl. (914 spp.)
  - Tribus Clusieae Choisy
    - Dystovomita (Engl.) D´Arcy (3 spp.)
    - Tovomita Aubl. (77 spp.)
    - Arawakia L. Marinho (18 spp.)
    - Chrysochlamys Poepp. & Endl. (38 spp.)
    - Clusia L. (319 spp.)

  - Tribus Symphonideae Choisy
    - Symphonia L. f. (16 spp.)
    - Pentadesma Sabine (5 spp.)
    - Moronobea Aubl. (7 spp.)
    - Platonia Mart. (1 sp.)
    - Montrouziera Pancher ex Planch. & Triana (6 spp.)
    - Lorostemon Ducke (5 spp.)
    - Thysanostemon Maguire (2 spp.)

  - Tribus Garcinieae Choisy
    - Garcinia L. (407 spp.)
    - Allanblackia Oliv. (10 spp.)
- Familia Bonnetiaceae L. Beauvis. ex Nakai (37 spp.)
  - Bonnetia Mart. & Zucc. (32 spp.)
  - Ploiarium Korth. (3 spp.)
  - Archytaea Mart. (2 spp.)
- Familia Medusagynaceae Engl. & Gilg (1 sp.)
  - Medusagyne Baker (1 sp.)
- Familia Quiinaceae Choisy ex Engl. (47 spp.)
  - Froesia Pires (5 spp.)
  - Touroulia Aubl. (2 spp.)
  - Lacunaria Ducke (7 spp.)
  - Quiina Aubl. (33 spp.)
- Familia Ochnaceae DC. (587 spp.)
  - Tribus Testuleeae
    - Testulea Pellegr. (1 sp.)

  - Tribus Luxemburgieae Horan.
    - Luxemburgia A. St.-Hil. (20 spp.)
    - Philacra Dwyer (4 spp.)

  - Tribus Sauvagesieae Ging. ex DC.
    - Blastemanthus Planch. (2 spp.)
    - Fleurydora A. Chev. (1 sp.)
    - Rhytidanthera (Planch.) Tiegh. (2 spp.)
    - Cespedesia Goudot (1 sp.)
    - Godoya Ruiz & Pav. (2 spp.)
    - Krukoviella A. C. Sm. (1 sp.)
    - Wallacea Spruce ex Benth. & Hook. f. (3 spp.)
    - Poecilandra Tul. (2 spp.)
    - Schuurmansia Blume (3 spp.)
    - Schuurmansiella Hallier f. (1 sp.)
    - Neckia Korth. (1 sp.)
    - Indosinia J. E. Vidal (1 sp.)
    - Indovethia Boerl. (1 sp.)
    - Euthemis Jack (2 spp.)
    - Tyleria Gleason (14 spp.)
    - Sauvagesia L. (51 spp.)

  - Tribus Ochneae Bartl.
    - Subtribus Lophirinae
      - Lophira Banks ex C. F. Gaertn. (2 spp.)

    - Subtribus Elvasiinae
      - Perissocarpa Steyerm. & Maguire (3 spp.)
      - Elvasia DC. (14 spp.)

    - Subtribus Ochninae
      - Rhabdophyllum Tiegh. (10 spp.)
      - Campylospermum Tiegh. (53 spp.)
      - Idertia Farron (2 spp.)
      - Gomphia Schreb. (10 spp.)
      - Brackenridgea A. Gray (9 spp.)
      - Ochna L. (78 spp.)
      - Ouratea Aubl. (293 spp.)
- Familia Rhizophoraceae Pers. (143 spp.)
  - Tribus Macarisieae Baill.
    - Paradrypetes Kuhlm. (2 spp.)
    - Sterigmapetalum Kuhlm. (9 spp.)
    - Cassipourea Aubl. (72 spp.)
    - Anopyxis Pierre ex Engl. (1 sp.)
    - Macarisia Thouars (4 spp.)
    - Blepharistemma Wall. ex Benth. (1 sp.)
    - Comiphyton Floret (1 sp.)

  - Tribus Gynotrocheae Engl.
    - Carallia Roxb. ex R. Br. (13 spp.)
    - Crossostylis J. R. Forst. & G. Forst. (13 spp.)
    - Gynotroches Blume (1 sp.)
    - Pellacalyx Korth. (8 spp.)

  - Tribus Rhizophoreae Bartl.
    - Bruguiera Lam. (5 spp.)
    - Kandelia (DC.) Wight & Arn. (2 spp.)
    - Ceriops Arn. (5 spp.)
    - Rhizophora L. (6 spp.)
- Familia Erythroxylaceae Kunth (277 spp.)
  - Aneulophus Benth. (1 sp.)
  - Erythroxylum Browne (266 spp.)
  - Nectaropetalum Engl. (8 spp.)
  - Pinacopodium Exell & Mendonça (2 spp.)
- Familia Ctenolophonaceae Exell & Mendonça (2 spp.)
  - Ctenolophon Oliv. (2 spp.)
  - Familia Pandaceae Engl. & Gilg (18 spp.)
    - Microdesmis Hook. f. (11 spp.)
    - Galearia Zoll. & Moritzi (6 spp.)
    - Panda Pierre (1 sp.)
- Familia Irvingiaceae Tiegh. (10 spp.)
  - Klainedoxa Pierre ex Engl. (2 spp.)
  - Irvingia Hook. f. (7 spp.)
  - Desbordesia Pierre ex Tiegh. (1 sp.)
- Familia Chrysobalanaceae R. Br. (546 spp.)
  - Neocarya (DC.) Prance ex F. White (1 sp.)
  - Parinari Aubl. (39 spp.)
  - Magnistipula Engl. (13 spp.)
  - Maranthes Blume (12 spp.)
  - Bafodeya Prance ex F. White (1 sp.)
  - Kostermanthus Prance (3 spp.)
  - Geobalanus Small (3 spp.)
  - Parastemon A. DC. (3 spp.)
  - Grangeria Comm. ex Juss. (2 spp.)
  - Hirtella p. p. (2 spp.)
  - Dactyladenia Welw. (31 spp.)
  - Atuna Raf. (8 spp.)
  - Chrysobalanus L. (3 spp.)
  - Exellodendron Prance (5 spp.)
  - Angelesia Korth. (3 spp.)
  - Hunga Pancher ex Prance (11 spp.)
  - Acioa Aubl. (6 spp.)
  - Hirtella L. (108 spp.)
  - Licania Aubl. (102 spp.)
  - Microdesmia (Benth.) Sothers & Prance (2 spp.)
  - Cordillera Sothers & Prance (1 sp.)
  - Afrolicania Mildbr. (1 sp.)
  - Hymenopus (Benth.) Sothers & Prance (28 spp.)
  - Parinariopsis (Huber) Sothers & Prance (1 sp.)
  - Leptobalanus (Benth.) Sothers & Prance (31 spp.)
  - Gaulettia Sothers & Prance (9 spp.)
  - Moquilea Aubl. (54 spp.)
  - Couepia Aubl. (63 spp.)
- Familia Euphroniaceae Marc.-Berti (3 spp.)
  - Euphronia Mart. & Zucc. (3 spp.)
- Familia Dichapetalaceae Baill. (208 spp.)
  - Dichapetalum Thouars (158 spp.)
  - Stephanopodium Poepp. & Endl. (15 spp.)
  - Tapura Aubl. (35 spp.)
- Familia Trigoniaceae A. Juss. (33 spp.)
  - Trigonia Aubl. (29 spp.)
  - Humbertiodendron Leandri (1 sp.)
  - Trigoniastrum Miq. (1 sp.)
  - Trigoniodendron E. F. Guim. & Miguel (1 sp.)
  - Isidodendron Fern. Alonso, Pérez-Zab. & Idarraga (1 sp.)
- Familia Balanopaceae Benth. & Hook. f. (9 spp.)
  - Balanops Baill. (9 spp.)
- Familia Malpighiaceae Juss. (1425 spp.)
  - Subfamilia Byrsonimoideae W. R. Anderson
    - Tribus Byrsonimeae W. R. Anderson
      - Byrsonima Rich. ex Kunth (158 spp.)
      - Blepharandra Griseb. (6 spp.)
      - Diacidia Griseb. (11 spp.)

    - Tribus Acmanthereae W. R. Anderson
      - Acmanthera (Juss.) Griseb. (7 spp.)
      - Pterandra A. Juss. (15 spp.)
      - Coleostachys A. Juss. (1 sp.)

    - Tribus Galphimieae Nied.
      - Lophanthera A. Juss. (3 spp.)
      - Andersoniodoxa C. Davis & Amorim (3 spp.)
      - Spachea A. Juss. (5 spp.)
      - Verrucularina Rauschert (2 spp.)
      - Galphimia Cav. (26 spp.)

  - Subfamilia Malpighioideae Burnett
    - Tribus Acridocarpus clade
      - Acridocarpus Guill., Perr. & A. Rich. (34 spp.)
      - Brachylophon Oliv. (2 spp.)

    - Tribus Mcvaughia clade
      - Mcvaughia W. R. Anderson (3 spp.)
      - Glandonia Griseb. (3 spp.)
      - Burdachia Mart. ex A. Juss. (3 spp.)

    - Tribus Barnebya clade
      - Barnebya W. R. Anderson & B. Gates (2 spp.)

    - Tribus Ptilochaeta clade
      - Dinemagonum A. Juss. (1 sp.)
      - Dinemandra A. Juss. (1 sp.)
      - Lasiocarpus Liebm. (4 spp.)
      - Ptilochaeta Turcz. (4 spp.)

    - Tribus Tristellateia clade
      - Tristellateia Thouars (9 spp.)
      - Heladena A. Juss. (1 sp.)
      - Henleophytum H. Karst. (1 sp.)
      - Bunchosia Rich. ex A. Juss.Tekst malim slovima (88 spp.)
      - Thryallis Mart. (5 spp.)
      - Echinopterys A. Juss. (2 spp.)

    - Tribus Hiraeeae Griseb.
      - Lophopterys A. Juss. (7 spp.)
      - Adelphia W. R. Anderson (4 spp.)
      - Hiraea Jacq. (76 spp.)
      - Psychopterys W. R. Anderson & S. Corso (8 spp.)
      - Excentradenia W. R. Anderson (4 spp.)

    - Tribus Tetrapterys clade
      - Niedenzuella W. R. Anderson (18 spp.)
      - Tetrapterys Cav. (52 spp.)
      - Glicophyllum R. F. Almeida (26 spp.)
      - Flabellariopsis R. Wilczek (1 sp.)
      - Hiptage Gaertn. (46 spp.)
      - Carolus W. R. Anderson (6 spp.)
      - Tricomaria Gill. ex Hook. (1 sp.)
      - Dicella Griseb. (7 spp.)
      - Heteropterys Kunth (161 spp.)
      - Callaeum Small (11 spp.)
      - Alicia W. R. Anderson (2 spp.)
      - Flabellaria Cav. (1 sp.)
      - Malpighiodes Nied. (4 spp.)
      - Mezia Schwacke ex Engl. & Prantl (15 spp.)
      - Jubelina A. Juss. (6 spp.)
      - Christianella W. R. Anderson (5 spp.)

    - Tribus Stigmaphyllon clade
      - Bronwenia W. R. Anderson & C. Davis (10 spp.)
      - Diplopterys A. Juss. (31 spp.)
      - Stigmaphyllon A. Juss. (117 spp.)
      - Banisteriopsis C. B. Rob. (62 spp.)
      - Sphedamnocarpus Planch. ex Benth. & Hook. f. (11 spp.)
      - Philgamia Baill. (4 spp.)
      - Mionandra Griseb. (2 spp.)
      - Cordobia Nied. (2 spp.)
      - Peixotoa A. Juss. (29 spp.)
      - Cottsia Dubard & Dop (3 spp.)
      - Janusia A. Juss. (15 spp.)
      - Peregrina W. R. Anderson (1 sp.)
      - Aspicarpa Rich. (12 spp.)
      - Gaudichaudia Kunth (22 spp.)
      - Camarea A. St.-Hil. (9 spp.)

    - Tribus Ectopopterys clade
      - Ectopopterys W. R. Anderson (1 sp.)

    - Tribus Amorimia clade
      - Amorimia W. R. Anderson (15 spp.)

    - Tribus Malpighieae DC.
      - Mascagnia (Bertero ex DC.) Colla (47 spp.)
      - Calcicola W. R. Anderson & C. Davis (2 spp.)
      - Malpighia L. (95 spp.)
      - Aspidopterys A. Juss. (25 spp.)
      - Caucanthus Forssk. (3 spp.)
      - Triaspis Burch. (15 spp.)
      - Digoniopterys Arènes (1 sp.)
      - Rhynchophora Arènes (2 spp.)
      - Madagasikaria C. Davis (1 sp.)
      - Microsteira Baker (27 spp.)
- Familia Elatinaceae  Dumort. (53 spp.)
  - Bergia L. (24 spp.)
  - Elatine L. (29 spp.)
- Familia Centroplacaceae Doweld & Reveal (9 spp.)
  - Subfamilia Centroplacoideae Reveal
    - Centroplacus Pierre (1 sp.)

  - Subfamilia Bhesoideae Reveal
    - Bhesa Buch.-Ham. ex Arn. (8 spp.)
- Familia Caryocaraceae Voigt (26 spp.)
  - Caryocar L. (16 spp.)
  - Anthodiscus G. Mey. (10 spp.)
- Familia Putranjivaceae Meisn. (223 spp.)
  - Drypetes Vahl (219 spp.)
  - Putranjiva Wall. (4 spp.)
- Familia Lophopyxidaceae (Engl.) H. Pfeiff. (1 sp.)
  - Lophopyxis Hook. f. (1 sp.)

## Vanjske poveznice
- Malpighiales Botanički vrt Missouri
- Svojte u hrvatskoj flori